# When the Phone Rings
 (juillet 2025).
Production
Diffusion
When the Phone Rings ou Quand le téléphone sonne en français (hangeul : 지금 거신 전화는 ; RR : Jigeum geosin jeonhwaneun) est une série télévisée sud-coréenne écrite par Kim Ji-woon, co-réalisée par Park Sang-woo et Wi Deuk-gyu, et mettant en vedette Yoo Yeon-seok (en), Chae Soo-bin, Heo Nam-jun (ko) et Jang Gyu-ri. La série a été créée sur MBC TV le 22 novembre 2024 et diffusée tous les vendredis et samedis à 21 h 50. La série est également disponible en streaming sur Netflix dans certaines régions.

## Synopsis
When the Phone Rings est une histoire qui se déroule lorsque le mari d'un couple, vivant dans un mariage arrangé depuis trois ans sans se parler, reçoit un appel téléphonique menaçant d'un homme disant qu'il a kidnappé sa femme.

## Distribution

### Acteurs principaux
- Yoo Yeon-seok (en) : Baek Sa-eon[4]
- Chae Soo-bin : Hong Hee-joo / Na Hee-joo[4]
- Heo Nam-jun (ko) : Ji Sang-woo[3]
- Jang Gyu-ri : Na Yu-ri[3]

### Acteurs secondaires
- Choi Kwang-il (ko) : Hong Il-kyung[5]
- Ko Sang-ho (ko) : Jang Hyuk-jin[6]
- Choi Woo-jin : Park Do-jae[7]
- Jung Ji-hwan : Jeong Won-bin[8]
- Yang Jo-ah : Han Jin-yi[9]
- Chu Sang-mi : Shim Kyu-jin
- Yu Seong-ju : Baek Ui-yong
- Jeong Dong-hwan : Baek Jang-ho
- Park Won-sang (en) : Na Jin-chul
- Han Ja-yi : Hong In-na

## Production

### Développement
La série When the Phone Rings est prévue par Kwon Sung-chang, écrite par Kim Ji-woon, qui a déjà écrit Melancholia (en) (2021) et Doctor John (en) (2019), et co-réalisée par Park Sang-woo, qui a déjà réalisé The Forbidden Marriage (en) (2022–2023), et Wi Deuk-gyu. Elle a été produite par Bon Factory et Baram Pictures. La série est adaptée du populaire roman web Kakao Page The Number You Have Dialed de Geon Eomul Nyeo. Elle se compose de 12 épisodes.
Le 8 mai 2024, MBC a annoncé avoir finalisé le casting de la série et commencé la production.

### Fiche technique
- Titre original : 지금 거신 전화는
- Titre international : When the Phone Rings
- Titre français : Quand le téléphone sonne
- Création : Kwon Seong-chang
- Réalisation : Park Sang-woo, Wi Deuk-gyu
- Scénario : Kim Ji-woon
- Producteurs : Lee Dae-yong, Park Ji-eun, Bae Ji-hyun, Moon Seok-hwan, Oh Kwang-hee, Park Ho-sik
  - Producteurs exécutifs : Oh Jin-seung, Lee Min-ji
- Sociétés de production : Bon Factory, Baram Pictures (ko)
- Sociétés de distribution : MBC TV
- Pays de production :  Corée du Sud
- Langue originale : coréen
- Genre : Drame romantique[1], Mélodrame[2], Mystère[1], Thriller[3]
- Nombre de saison : 1
- Nombre d'épisode : 12
- Dates de diffusion :
  - Corée du Sud : 22 novembre 2024 sur MBC TV

## Accueil

### Audiences
À ce tableau, les nombres en bleu représentent des audiences les plus faibles et les nombres en rouge, les plus fortes.
| Ép.     | Date de diffusion | Part d'audience moyenne | Part d'audience moyenne |
| Ép.     | Date de diffusion | Nielsen Korea           | Nielsen Korea           |
| Ép.     | Date de diffusion | Monde                   | Séoul                   |
| ------- | ----------------- | ----------------------- | ----------------------- |
| 1       | 22 novembre 2024  | 5,5% (9e)               | 5,4% (9e)               |
| 2       | 23 novembre 2024  | 4,7% (11e)              | 4,8% (7e)               |
| 3       | 29 novembre 2024  | 6,0% (9e)               | 5,6% (11e)              |
| 4       | 30 novembre 2024  | 5,7% (4e)               | 6,0% (3e)               |
| 5       | 13 décembre 2024  | 5,9% (9e)               | 5,3% (9e)               |
| 6       | 14 décembre 2024  | 6,9% (5e)               | 6,4% (5e)               |
| 7       | 20 décembre 2024  | 6,0% (10e)              | 5,1% (9e)               |
| 8       | 21 décembre 2024  | 7,0% (2e)               | 6,8% (3e)               |
| 9       | 27 décembre 2024  | 6,4% (9e)               | 6,0% (9e)               |
| 10      | 28 décembre 2024  | 7,5% (3e)               | 7,4% (3e)               |
| 11      | 3 janvier 2025    | 8,3% (4e)               | 8,8% (4e)               |
| 12      | 4 janvier 2025    | 8,6% (3e)               | 8,5% (3e)               |
| Average | Average           | 6,542%                  | 6,342%                  |

### Traductions
- (en) Cet article est partiellement ou en totalité issu de l’article de Wikipédia en anglais intitulé « When the Phone Rings » (voir la liste des auteurs).

### Sources
1. 1 2 3 4 5  « 유연석X채수빈 MBC '지금 거신 전화는' 주연 호흡 확정[공식] », sur m.entertain.naver.com (consulté le 30 novembre 2024)
2. 1 2  « "유연석 '어른 멜로' 정점 찍어"...'지금 거신 전화는' 작가, 직접 밝힌 관전 포인트 », sur m.entertain.naver.com (consulté le 30 novembre 2024)
3. 1 2 3 4 5  « '지금 거신 전화는', 유연석X채수빈X허남준X장규리 출연 확정 [공식] », sur m.entertain.naver.com (consulté le 30 novembre 2024)
4. 1 2  « 유연석·채수빈, 부부된다...'지금 거신 전화는' 출연 확정[공식] », sur m.entertain.naver.com (consulté le 30 novembre 2024)
5. ↑  « "배우 최광일, '지금 거신 전화는' 출연···유연석X채수빈 호흡" », sur m.entertain.naver.com (consulté le 30 novembre 2024)
6. ↑  « "고상호 '지금 거신 전화는' 합류, 유연석 유일한 친구 된다[공식]" », sur m.entertain.naver.com (consulté le 30 novembre 2024)
7. ↑  « 최우진, 유연석 보필한다 '지금 거신 전화는' 으로 지상파 드라마 데뷔 », sur m.entertain.naver.com (consulté le 30 novembre 2024)
8. ↑  « 정지환 '지금 거신 전화는' 캐스팅... 유연석과 호흡 », sur m.entertain.naver.com (consulté le 30 novembre 2024)
9. ↑  « "'졸업' 양조아, '가족X멜로' 출연...'신스틸러' 활약 계속된다" », sur m.entertain.naver.com (consulté le 30 novembre 2024)
10. ↑  « "유연석·채수빈, MBC드라마 '지금 거신 전화는'서 부부로 캐스팅" », sur m.entertain.naver.com (consulté le 30 novembre 2024)
11. ↑  Les cotes d'audience de Nielsen Korea :
  - « Ép. 1 », sur www.nielsenkorea.co.kr (consulté le 30 novembre 2024).
  - « Ép. 2 », sur www.nielsenkorea.co.kr (consulté le 30 novembre 2024).
  - « Ép. 3 », sur www.nielsenkorea.co.kr (consulté le 30 novembre 2024).
  - « Ép. 4 », sur www.nielsenkorea.co.kr (consulté le 1er décembre 2024).
  - « Ép. 5 », sur www.nielsenkorea.co.kr (consulté le 16 décembre 2024).
  - « Ép. 6 », sur www.nielsenkorea.co.kr (consulté le 16 décembre 2024).
  - « Ép. 7 », sur www.nielsenkorea.co.kr (consulté le 22 décembre 2024).
  - « Ép. 8 », sur www.nielsenkorea.co.kr (consulté le 22 décembre 2024).
  - « Ép. 9 », sur www.nielsenkorea.co.kr (consulté le 30 décembre 2024).
  - « Ép. 10 », sur www.nielsenkorea.co.kr (consulté le 30 décembre 2024).
  - « Ép. 11 », sur www.nielsenkorea.co.kr (consulté le 4 janvier 2025).
  - « Ép. 12 », sur www.nielsenkorea.co.kr (consulté le 5 janvier 2025).